# Myospalax psilurus
Myospalax psilurus é uma espécie de roedor da família Spalacidae. Pode ser encontrado na Rússia, Mongólia e China.